# Јутопија (Тексас)
Јутопија (енгл. Utopia) насељено је место без административног статуса у америчкој савезној држави Тексас.

## Демографија
По попису из 2010. године број становника је 227, што је 14 (-5,8%) становника мање него 2000. године.
| Група             | 2000.       | 2010.       |
| Белци             | 219 (90,9%) | 203 (89,4%) |
| Афроамериканци    | 0 (0,0%)    | 0 (0,0%)    |
| Азијати           | 0 (0,0%)    | 0 (0,0%)    |
| Хиспаноамериканци | 20 (8,3%)   | 21 (9,3%)   |
| Укупно            | 241         | 227         |